# فاترا جيمز
فاترا جيمز (بالإنجليزية: Vatra Games)‏ هي شركة تشيكية متخصصة في ألعاب الفيديو ، تأسست عام 2009 ويقع مقرها في برنو. تم تأسيسها عن طريق شركة كوجو إنترتينمنت . تقوم الشركة بـ تطوير ألعاب الفيديو. من أشهر ألعابها سايلنت هيل: داونبور.